# Gobernador
Gobernador ist eine Gemeinde in der Provinz Granada im Südosten Spaniens mit 237 Einwohnern (Stand: 2024). Die Gemeinde liegt in der Comarca Los Montes.

## Geografie
Die Gemeinde liegt im Norden der Provinz und grenzt an Guadahortuna, Morelábor, Pedro Martínez, Píñar und Torre-Cardela. 